# Heinz Bäni
Heinz Bäni (* 18. November 1936 in Zofingen; † 10. März 2014) war ein Schweizer Fussballspieler. Er nahm an der Fussballweltmeisterschaft 1966 teil.

## Karriere

### Vereine
Bäni spielte ab 1955 im Seniorenbereich beim damaligen Drittligisten FC Aarau. Nach einer Spielzeit wechselte er zum Grasshopper Club Zürich in die Nationalliga A. Mit den Grasshoppers wurde er zweimal Vizemeister und erreichte zweimal den Cupfinal, scheiterte jedoch beide Male mit seinem Team. Nach einem weiteren Jahr beim FC Aarau in der Saison 1963/64 in der Nationalliga B schloss er sich dem FC Zürich an. Mit diesem Club gewann er 1966 das Double aus Schweizer Meisterschaft und Cup. Anschliessend spielte Bäni zwei Spielzeiten beim FC La Chaux-de-Fonds, bei dem er 1968 seine Karriere beendete.

### Nationalmannschaft
Bäni debütierte am 26. Mai 1958 in einem Freundschaftsspiel im Züricher Hardturm gegen Belgien in der Schweizer Fussballnationalmannschaft.
Anlässlich der Weltmeisterschaft 1966 in England berief ihn Nationaltrainer Alfredo Foni in das Schweizer Kader. Bäni kam in allen drei Gruppenspielen gegen Deutschland, Spanien und Argentinien zum Einsatz. Nach drei Niederlagen schied die Schweiz nach der Vorrunde aus dem Turnier aus.
Sein letztes von insgesamt 14 Länderspielen, in denen er ohne Torerfolg blieb, bestritt Bäni am 1. Oktober 1967 beim 2:2 im Freundschaftsspiel gegen die Sowjetunion.

## Erfolge
- Schweizer Meister: 1966
- Schweizer Cupsieger: 1966